# Need for Speed Unbound
Need for Speed Unbound (abbrégé en NFS Unbound) est un jeu vidéo de course développé par Criterion Games et publié par Electronic Arts le 2 décembre 2022 pour PlayStation 5, Windows et Xbox Series. Il s'agit du vingt-cinquième volet de la série Need for Speed, le premier pour Criterion depuis Rivals en collaboration avec Ghost Games en 2013 et le premier en tant que développeur principal depuis Most Wanted en 2012.
Unbound a été révélé par EA le 6 octobre 2022 et développé par Criterion avec l'aide de Codemasters. Le jeu propose un style artistique qui fusionne des éléments d'art de rue comme le cel-shading et l'art du graffiti avec le style artistique plus réaliste des autres jeux Need for Speed. La carte du jeu est basée dans une ville fictive inspirée de Chicago appelée Lakeshore City.

## Système de jeu
Need for Speed Unbound est un jeu de course se déroulant dans une ville fictive appelée Lakeshore City, basée sur la ville américaine de Chicago. Comme les jeux précédents de la série, celui-ci se déroule dans un monde ouvert et propose un gameplay similaire aux jeux précédents, étant principalement axé sur les courses de rue,. 
Le « heat system » de Need for Speed Heat revient dans Unbound, où le joueur tente de gagner en notoriété auprès de la police. Le système d'alternance jour/nuit est similaire à celui de Heat, cependant la police est présente aussi bien de jour que de nuit, et le niveau de recherche par la police ne se réinitialise que le matin.

## Graphismes
Visuellement, Unbound présente des voitures avec un style réaliste, mixées avec des personnages et des effets visuels en cell-shading et des graffitis, pour un stylé inspiré de l'art urbain.

## Développement et sortie
En février 2020, il a été annoncé que le développement des futurs jeux Need for Speed reviendrait à Criterion Games.  Criterion Games a déjà travaillé sur Hot Pursuit (2010) et Most Wanted (2012). Le jeu devait initialement sortir en 2021 mais a été repoussé à 2022 car l'équipe a été temporairement réaffectée pour aider au développement de Battlefield 2042. En mai 2022, EA a indiqué avoir fusionné Codemasters Cheshire avec Criterion Games, créant une équipe plus importante pour travailler sur le jeu. 
Quelques jours avant l'annonce du titre, les fans ont remarqué qu'EA avait accidentellement révélé le nom de leur prochain titre Need for Speed en avance sur leur site Web. De plus, les fans ont également remarqué que des images promotionnelles du jeu avaient été publiées plus tôt sur le site Web du détaillant japonais Neowing. Unbound a été officiellement révélé le 6 octobre 2022, dans une bande-annonce qui présentait le style artistique "street art" du jeu, ainsi que le rappeur A$AP Rocky, qui devrait avoir son propre mode dans le jeu ainsi que faire partie de la bande sonore du jeu avec AWGE,,. EA a déclaré que le jeu recevrait des mises à jour gratuites après son lancement.
Il est sorti le 2 décembre 2022.

### Doublage
- Benjamin Gasquet / Marie Nommemacher : Le joueur
- Alice Orsat : Jasmine
- Frantz Confiac : Rydell
- Valérie Bachere : Tess
- Laura Blanc : Aaliyah
- Kelly Marot : Aneckha
- Slimane Yefsah : Boost
- Jean-Michel Vaubien : Cha Cha
- Vincent Ropion : Chase
- Caroline Mozzone : Dal-Rae
- Corinne Wellong : Éleonore
- Géraldine Asselin : Harlow
- Anouck Hautbois : Justicia
- Cédric Dumond : Lyric
- Élisa Bourreau : Maya
- Annie Milon : La maire Stevenson
- Émilie Rault : Medusa
- Asto Montcho : Obi
- Martial Le Minoux : Ross
- Serge Thiriet : Rüdiger
- Stéphane Ronchewski : Shimizu
- Julien Chatelet : Theo
- Benoît Du Pac : Waru
- Céline Mélloul : Youmna

## Voitures
La liste des voitures jouables est la suivante, :
- Acura NSX 2017
- Acura RSX-S 2004
- Alfa Romeo Giulia Quadrifoglio 2016
- Aston Martin DB5 1964
- Aston Martin DB11 Volante 2018
- Aston Martin DB11 2017
- Aston Martin Vulcan 2016
- BMW M3 2006
- BMW M3 Evolution II 1988
- BMW X6 M 2016
- BMW M3 2010
- BMW M5 2018
- BMW Z4 M40i 2019
- BMW M4 Coupe 2018
- BMW M2 Competition 2019
- BMW M1 1981
- BMW i8 Coupe 2018
- BMW M4 GTS 2016
- BMW M3 Convertible 2018
- BMW M4 Convertible 2018
- BMW i8 Roadster 2018
- Bugatti Chiron Sport 2017
- Buick Grand National GNX 1987
- Chevrolet Corvette Stingray 2020
- Chevrolet Corvette Stingray Cabriolet 2020
- Pick-up Chevrolet C10 Stepside 1965
- Chevrolet Corvette Grand Sport 2017
- Chevrolet Camaro Z28 2014
- Chevrolet Corvette Z06 2013
- Chevrolet Camaro SS 1967
- Chevrolet Bel Air 1955
- Chevrolet Corvette ZR1 2019
- Chevrolet Colorado ZR2 2017
- Dodge Challenger SRT8 2014
- Dodge Charger R/T 1969
- Dodge Charger SRT Hellcat 2019
- Ferrari LaFerrari 2016
- Ferrari Testarossa Coupé 1984
- Ferrari 488 GTB 2016
- Ferrari F40 1988
- Ferrari 458 Italia 2009
- Ferrari 488 Pista 2019
- Ferrari FXX-K Evo 2018
- Ferrari 458 Spider 2011
- Ford F-150 Raptor 2017
- Ford Mustang GT 2015
- Ford GT 2017
- Ford Mustang BOSS 302 1969
- Ford Mustang 1965
- Ford Mustang Foxbody 1990
- Ford Crown Victoria 2008
- Ford Focus RS 2016
- Ford Mustang GT Convertible 2019
- Honda Civic Type-R 2000
- Honda Civic Type-R 2015
- Honda NSX Type-R 1992
- Honda S2000 Ultimate Edition 2009
- Infiniti Q60S 2017
- Jaguar F-Type R Coupé 2016
- Jaguar F-Type R Cabriolet 2019
- Koenigsegg Regera 2016
- Lamborghini Countach LPI 800-4 2021
- Lamborghini Huracán LP580-2 2018
- Lamborghini Aventador S 2018
- Lamborghini Countach 25e Anniversaire 1989
- Lamborghini Murciélago SV 2010
- Lamborghini Urus 2018
- Lamborghini Huracán Performante 2018
- Lamborghini Aventador SVJ Coupe 2019
- Lamborghini Diablo SV 1995
- Lamborghini Huracán LP580-2 Spyder 2018
- Lamborghini Aventador S Roadster 2018
- Lamborghini Aventador SVJ Roadster 2019
- Lamborghini Aventador LP750-4 SV Roadster 2018
- Lamborghini Huracán Performante Spyder 2018
- Land Rover Range Rover Sport SVR 2015
- Land Rover Defender 110 Pick-up Double cabine 2015
- Lotus Exige S 2006
- Lotus Emira 2021
- Mazda RX-7 Spirit R 2002
- Mazda MX5 1996
- Mazda RX-8 Spirit R (R3) 2011
- Mazda MX5 2015
- McLaren P1 2014
- McLaren F1 1993
- McLaren 570S 2015
- McLaren 570S Spider 2018
- McLaren 600LT 2018
- McLaren P1 GTR 2015
- Mercedes-Benz 190E 2.5-16 1988
- Mercedes-AMG C 63 Coupe 2018
- Mercedes-AMG G 63 2017
- Mercedes-AMG GT S 2019
- Mercedes-AMG A 45 2016
- Mercedes-AMG GT R 2017
- Mercedes-AMG GT S Roadster 2019
- Mercedes-AMG C 63 Cabriolet 2018
- Mercedes-AMG GT Black Series 2021
- Mercedes-Maybach Classe S 2020 (DLC)
- Mercury Cougar 1967
- MINI John Cooper Works Countryman 2017
- Mitsubishi Lancer Evolution IX 2007
- Mitsubishi Lancer Evolution X 2008
- Mitsubishi Eclipse GSX 1999
- NISSAN GT-R Premium 2017
- NISSAN Skyline GT-R V·Spec 1999
- NISSAN 370Z Heritage Edition 2019
- NISSAN Silvia K’s 1998
- NISSAN Z Prototype 2022
- NISSAN Silvia Spec-R Aero 2002
- NISSAN Skyline GT-R V·Spec 1993
- NISSAN 350Z 2008
- NISSAN Skyline 2000 GT-R 1971
- NISSAN Fairlady 240ZG 1971
- NISSAN 180SX Type X 1996
- NISSAN 370Z Nismo 2015
- NISSAN GT-R Nismo 2017
- Pagani Huayra BC 2017
- Plymouth Cuda 1970
- Polestar Polestar 1 2020
- Pontiac Firebird 1977
- Porsche 911 GT3 RS 2019
- Porsche 911 Carrera RSR 2.8 1973
- Porsche 918 Spyder 2015
- Porsche 718 Cayman GTS 2018
- Porsche 911 Carrera S 1997
- Porsche 911 GT2 RS 2018
- Porsche Panamera Turbo 2017
- Porsche 911 Turbo S Exclusive Series 2018
- Porsche Boxster 718 Spyder 2020
- Porsche 911 Carrera GTS 2018
- Porsche 911 Turbo S Cabriolet Exclusive 2018
- Porsche 911 Targa 4 GTS 2018
- Porsche 911 Carrera GTS Convertible 2018
- Porsche Cayman GT4 2015
- SRT Viper GTS 2014
- SUBARU Impreza WRX STI 2006
- SUBARU BRZ Premium 2014
- SUBARU Impreza WRX STI 2010
- Volkswagen Beetle 1963
- Volkswagen Golf GTI 1976
- Volkswagen Golf GTI Clubsport 2016
- Volvo 242DL 1975
- Volvo Amazon P130 1970

## Accueil

### Critique
Need for Speed Unbound a reçu des critiques globalement positives, avec un score Metacritic de 73/100 sur PC, 77/100 sur PS5 et 76/100 sur Xbox Series X.
Le gameplay dans son ensemble est qualifié de « globalement satisfaisant pour de l'arcade » par Jeuxvideo.com, malgré quelques reproches envers le système de dérapage.
La richesse et la profondeur de la personnalisation des véhicules est louée notamment par les journalistes de Jeuxvideo.com et Hardcore Gamer.
Le nouveau système de boost est globalement vu comme positif, PC Gamer le qualifiant de captivant, bien que déroutant au début, et Hardcore Gamer décrivant le sentiment après un gros boost de très satisfaisant.
Le scénario du jeu fait partie des points faibles pour Jeuxvideo.com, qui le qualifie d'« insipide », et ses personnages d'« inintéressants ou agaçants ».
L'originalité du style visuel d'Unbound est remarquée. Le journaliste de Hardcore Gamer précise que les effets sur les véhicules rendent le jeu « créativement inspiré » et cela « garantit qu'il se démarque immédiatement pour les nouveaux joueurs ». Le journaliste de Jeuxvideo.com trouve que les effets visuels en cell-shading sont réussis et que ce choix est un risque qui s'est avéré payant car « il ajoute une vraie personnalité au titre ».
Les critiques ont également souligné la réussite technique du jeu, avec une fluidité à 60 images par seconde en 4K quel que soit le support,.